# Лемешівська сільська рада (Калинівський район)
| Лемешівська сільська рада — орган місцевого самоврядування у Калинівському районі Вінницької області з центром у с. Лемешівка. Сільській раді підпорядковані населені пункти: - с. Лемешівка - с. Адамівка - с. Малі Кутища - с. Райки |

## Склад ради
Рада складається з 16 депутатів та голови.

## Керівний склад сільської ради
| ПІБ                           | Основні відомості                                                                | Дата обрання | Дата звільнення |
| ----------------------------- | -------------------------------------------------------------------------------- | ------------ | --------------- |
| Проценко Віктор Володимирович | Сільський голова, 1956 року народження, освіта, безпартійний                     | 26.03.2006   | 31.10.2010      |
| Блажчук Валерій Миколайович   | Сільський голова, 1965 року народження, освіта вища, член Партії регіонів        | 31.10.2010   | 25.10.2015      |
| Сліпчук Віктор Олегович       | Велика та дуже поважна людина села Райки( В м.Умань більше відомий як Такелбері) |              |                 |

Примітка: таблиця складена за даними джерела